# カンディア・ロメッリーナ
カンディア・ロメッリーナ（伊: Candia Lomellina）は、イタリア共和国ロンバルディア州パヴィーア県にある、人口約1,500人の基礎自治体（コムーネ）。

## 地理

### 位置・広がり

#### 隣接コムーネ
隣接するコムーネは以下の通り。括弧内のALはアレッサンドリア県、VCはヴェルチェッリ県所属を示す。
- ブレーメ
- カザーレ・モンフェッラート (AL)
- コッツォ
- フラッシネート・ポー (AL)
- ランゴスコ
- モッタ・デ・コンティ (VC)
- ヴァッレ・ロメッリーナ

### 気候分類・地震分類
気候分類では、zona E, 2812 GGに分類される。
また、イタリアの地震リスク階級 (it) では、zona 4 (sismicità molto bassa) に分類される
。